# Aisha Fofana Ibrahim
Aisha Fofana Ibrahim es una académica feminista y activista por los derechos de las mujeres y la inclusión social en Sierra Leona. 

## Trayectoria
Es profesora de posgrado de estudios de género y promueve el empoderamiento de las mujeres y análisis de género. Entre los objetivos de trabajo está avanzar en una mayor representación de las mujeres en la toma de decisiones. De 2013 a 2015 presidió el Grupo 50/50 (Sierra Leona) que tiene como objetivo lograr una mayor representación política de mujeres en el país.
También ha sido presidenta de la Comisión de Revisión Constitucional  Su investigación académica actual se centra en la minería artesanal y el impacto del ébola en las mujeres y las niñas, además de investigar y trabajar en la lucha contra la violencia hacia las mujeres, la participación política de las mujeres y las narrativas y los escritos autobiográficos de las mujeres.
En 2009-2010, recibió una beca para estudiar en el Instituto Norte-Sur,  financiada por el IDRC. Durante su estancia se centró en las acciones positivas como un medio para superar las barreras que limitan el ingreso de las mujeres a la política.
Aisha se desempeña como presidenta del Grupo 50/50 de Sierra Leona, que se enfoca en la defensa, la política y el desarrollo de capacidades para el liderazgo de las mujeres.
En la actualidad es profesora adjunta del Instituto de Estudios Africanos de la Universidad de Carleton. Ha dirigido el Instituto de Investigación y Documentación de Género (INGRADOC) en Fourah Bay College, Universidad de Sierra Leona.' 

## Publicaciones
- Chapter 7. “I am a woman. How can I not help?”: gender performance and the spread of Ebola in Sierra Leone en el libro Understanding West Africa's Ebola Epidemic Towards a Political Economy. Zed Books 2017
- Introduction to Special Issue: Everyday Life in Postwar Sierra Leone. Aisha Fofana Ibrahim and Susan Shepler.  Africa Today. Vol. 58, No. 2, Special Issue: Everyday Life in Postwar Sierra Leone (Winter 2011), pp. v-xii (9 pages)[6]
- Violence against women in Sierra Leone: How women seek redress. Overseas Development Institute, 2012

- Connecting Testimony, Trauma, and Memory: The Sierra Leone Experience. Pacific Coast Philology. Vol. 44, No. 2, Violence and Representation (2009), pp. 249-271 (23 pages) Published By: Penn State University Press[7]